# Uli Rudel
Ulrich „Uli“ Rudel (* 1. Januar 1943 in Görlitz) ist ein ehemaliger Eishockeyspieler, der als Eishockeytrainer arbeitet.

## Spielerkarriere
Uli Rudel begann mit dem Eishockeysport erst in Düsseldorf, wo er zuerst im Nachwuchs des EHC Düsseldorf und später bei der Düsseldorfer EG spielte. Aufgrund seines Wechsels von Düsseldorf nach Köln musste er die Saison 1962/63 aussetzen, bevor er ab 63/64 für den Kölner EK spielte. Danach wechselte er zurück zur Düsseldorfer EG, wo er in der Saison 64/65 in die Bundesliga aufstieg. Nach der Saison 65/66 wechselte er nach Köln, wo er zuerst für den Kölner EK und später für den Kölner EC in der Bundesliga spielte. Nach der Saison 72/73 wechselte er als Spieler zum Herner EV, wo er bis 1975 spielte.
Nach dem Ende seiner aktiven Spielerkarriere spielte er (sicher bis 2013) in der Traditionsmannschaft des Kölner EC weiter.

## Trainerkarriere
Bereits 1967 begann Uli Rudel neben der Spielerkarriere als Trainer zu arbeiten, wo er zuerst im Nachwuchs des Kölner EC später beim Duisburger SC und bei der Düsseldorfer EG.
Die Aufgabe als Cheftrainer im Seniorenbereich übernahm er zuerst während der Saison 1975/76 beim Kölner EC und dann ab 1982/83 vom Solinger SC, mit dessen Mannschaft ihm der Aufstieg bis zur 2. Liga gelang. Nach einer Tätigkeit beim Herner EV wechselte er zurück in den Nachwuchs des Kölner EC, bevor er 2011/12 das Traineramt bei der neugebildeten Amateurmannschaft des Kölner EC übernahm.
Im Mai 2015 übernahm er das Co-Traineramt beim EC Bergisch Land.
International übernahm Uli Rudel das Traineramt der DEB-Olympiaauswahl zwischen 1985 und 1995 und war unter Bundestrainer Xaver Unsinn ein Teilnehmer des Trainerrats.

## Berufliche Karriere
Nachdem er bereits 1962 mit einem Studium in Köln begonnen hatte, begann er nach 1975 mit der Referendarzeit als Voraussetzung für die spätere Tätigkeit als Lehrer am Gymnasium. Danach wechselte er zur Pädagogischen Hochschule Bonn.